# Пілонна станція
Піло́нна ста́нція — один з найстаріших типів станцій глибокого закладення метрополітену. Основна відмінна риса пілонної станції — спосіб будівництва.
Пілонна станція будується шляхом прокладки трьох паралельних тунелів, які з'єднуються проходами, має три незалежних зали, відокремлених один від одного низкою пілонів з проходами поміж ними. Зазвичай у крайніх тунелях розташовані платформи, у середньому — центральний зал. Станції такого типу будуються при наявності складних геологічних умов, вони найкраще протистоять тиску породи. Проте наявність обмеженої кількості досить вузьких проходів негативно впливає на пропускну здатність.
Незалежність залів дозволяє диференціювати архітектурне оформлення середнього та бічних залів, що особливо притаманно станціями 1960-х років побудови, коли внаслідок тотальної економії бічні зали і колійні стіни оформлялися значно скромніше центрального залу.
У Київському метрополітені це станції «Хрещатик», «Університет», «Либідська», «Шулявська» тощо.

## Станція з укороченим центральним залом

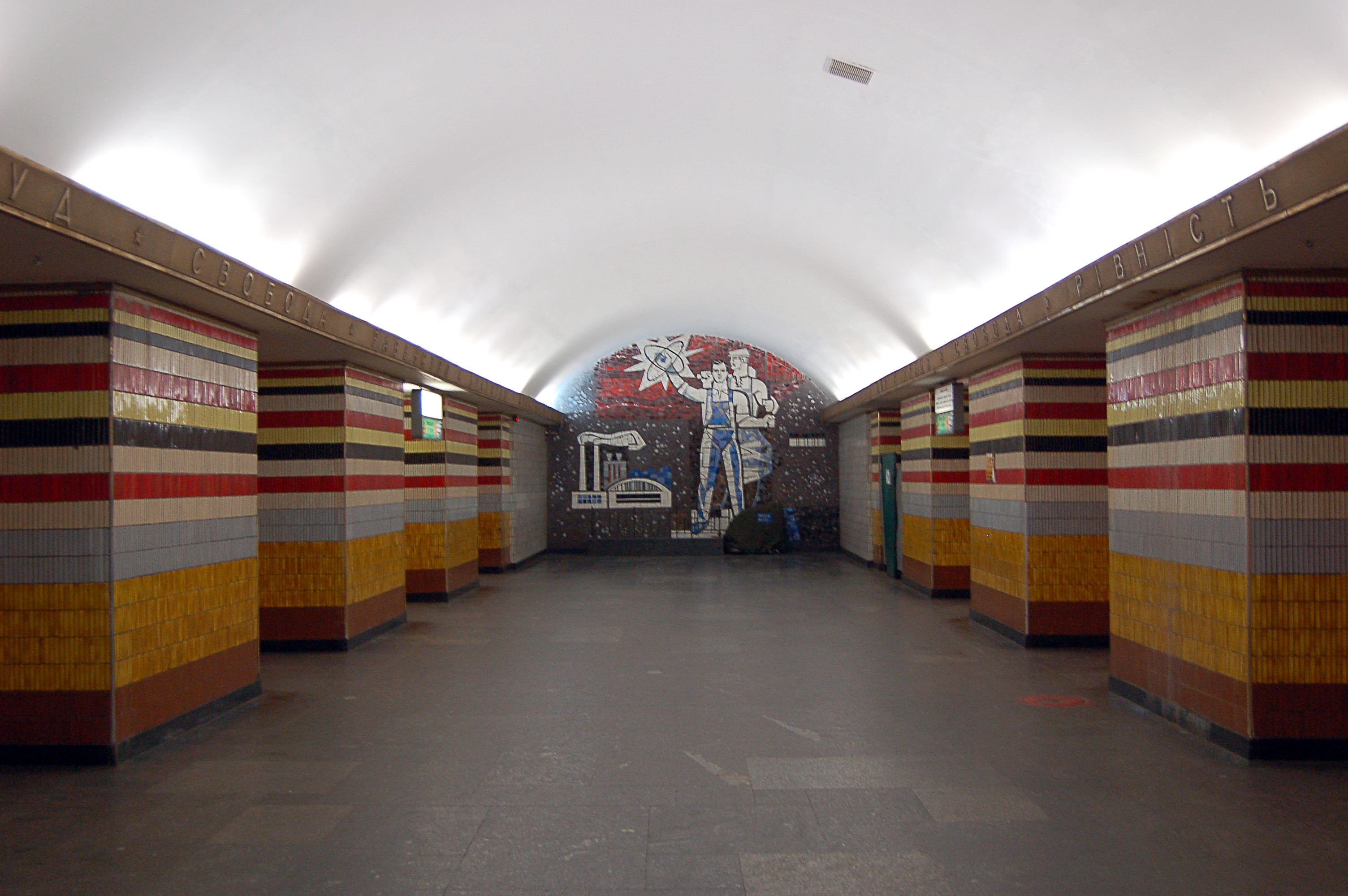
Станція «Шулявська» Київського метрополітену

Різновидом повнорозмірної пілонної станції є станція з укороченим центральним залом: перехідний тип між звичайною пілонною станцією і станціями лондонського типу. Найчастіше такі станції будувалися наприкінці 1950-х — початку 1960-х років. Центральний зал у станціях приблизно втричі коротший за бічні й має максимум 5—6 пілонів. Типовими прикладами є станції «Вокзальна» та «Шулявська» Київського метрополітену. У продовженні центрального залу на таких станціях розміщені приміщення СТП.

## Двосклепінна станція

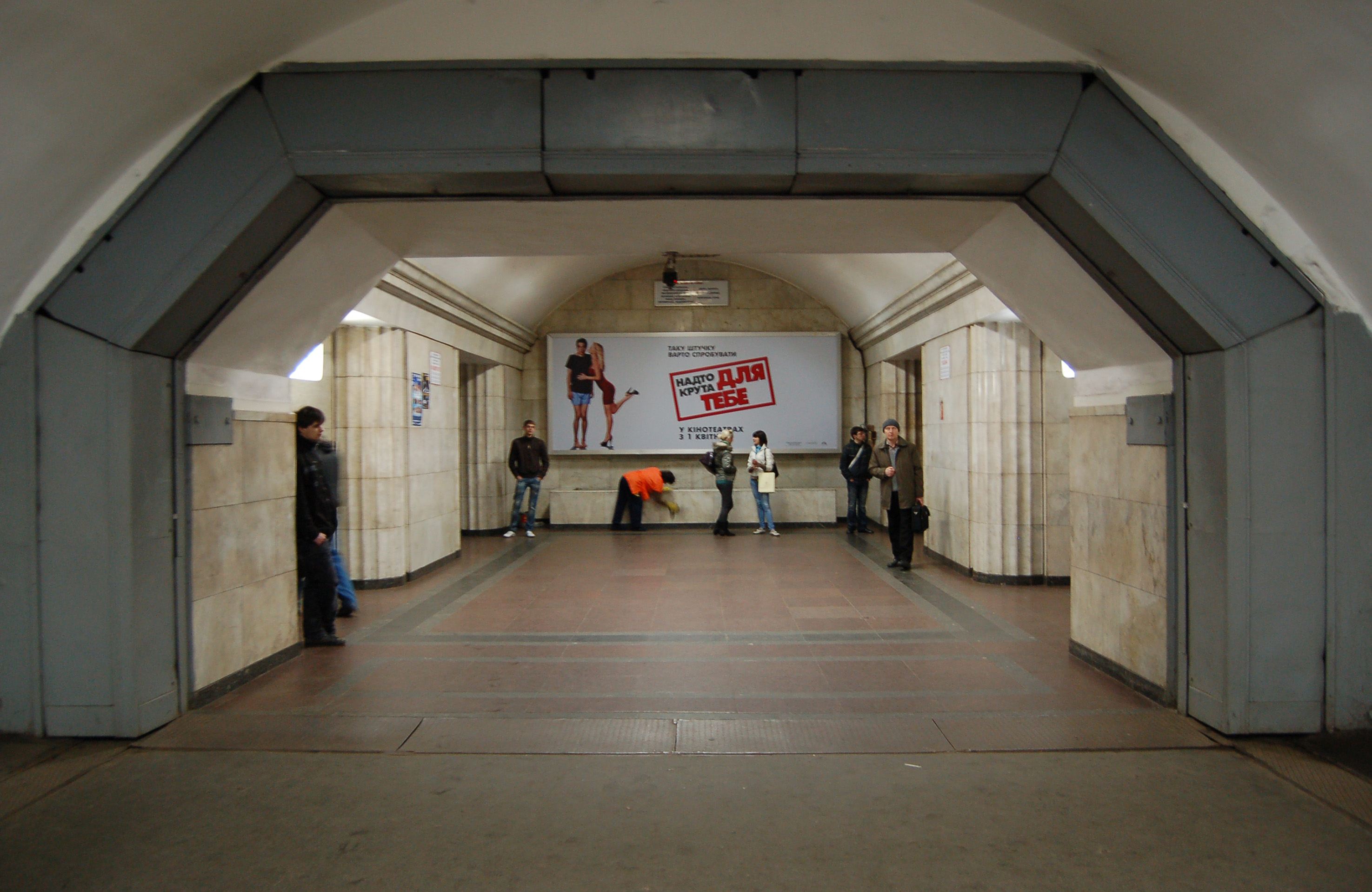
Станція «Арсенальна» Київського метрополітену

Двосклепінні станції глибокого закладення теж належать до пілонних станцій. Через велику поширеність такого типу станцій у Лондонському метро, така конструкція отримала назву станція англійського або лондонського типу. Відмінною рисою є зменшений до розмірів аванзалу центральний зал, що примикає до натяжної камери похилого ходу або ліфтової шахти. В окремих випадках роль аванзалу виконує й сама натяжна камера.
Нині в країнах колишнього СРСР є один приклад такої станції — «Арсенальна» в Києві. У Москві подібними станціями до проведення реконструкції були: «Луб'янка», «Чисті пруди» і «Павелецька» Замоскворецької лінії.